# Matteo Gabbia
Matteo Gabbia (Fagnano Olona, 21 de outubro de 1999) é um futebolista italiano que atua como zagueiro. Atualmente joga no Milan.

## Carreira
Jogou nas categorias de base de Fagnano Olona, GS Roncalli, Como e Lecco até 2012, quando chegou ao Milan. Em maio de 2017, foi relacionado pela primeira vez a um jogo da equipe principal, contra a Roma. Ele, porém, não entrou em campo. A estreia oficial de Gabbia como profissional foi em agosto do mesmo ano, pela rodada de play-off da Liga Europa da UEFA: entrou como substituto de Manuel Locatelli na vitória por 1 a 0 sobre o Shkëndija (o Milan havia vencido a primeira partida por 6 a 0).
Em agosto de 2018, o Milan emprestou Gabbia ao Lucchese para a disputa da Série C. Pelos Panteras, o zagueiro atuou 30 vezes (29 na temporada regular e uma pelos play-offs) e marcou um gol, no empate por 2 a 2 com o Carrarese
Reintegrado ao elenco principal do Milan em 2019, tornou-se a quarta opção para a zaga (atrás de Alessio Romagnoli, Mateo Musacchio e Simon Kjær). Sua reestreia pela equipe foi contra a SPAL, pela Copa da Itália, entrando no lugar de Kjær aos 82 minutos, enquanto seu primeiro jogo pela Série A foi em fevereiro, na vitória por 1 a 0 sobre o Torino, novamente substituindo o dinamarquês.

## Carreira internacional
Gabbia representou as seleções de base da Itália entre 2014 e 2021, tendo mais destaque pelas categorias Sub-19 e Sub-20.

## Estatísticas
Atualizadas até dia 15 de abril de 2023.

### Clubes
| Clube                 | Temporada         | Campeonato Nacional | Campeonato Nacional | Campeonato Nacional | Copa Nacional[a] | Copa Nacional[a] | Competições Continentais[b] | Competições Continentais[b] | Outros Torneios[c] | Outros Torneios[c] | Total    | Total |
| Clube                 | Temporada         | #                   | Partidas            | Gols                | Partidas         | Gols             | Partidas                    | Gols                        | Partidas           | Gols               | Partidas | Gols  |
| --------------------- | ----------------- | ------------------- | ------------------- | ------------------- | ---------------- | ---------------- | --------------------------- | --------------------------- | ------------------ | ------------------ | -------- | ----- |
| Milan                 | 2017–18           | Série A             | 0                   | 0                   | 0                | 0                | 1                           | 0                           | —                  | —                  | 1        | 0     |
| Milan                 | 2019–20           | Série A             | 9                   | 0                   | 1                | 0                | —                           | —                           | —                  | —                  | 10       | 0     |
| Milan                 | 2020–21           | Série A             | 8                   | 0                   | 0                | 0                | 5                           | 0                           | —                  | —                  | 13       | 0     |
| Milan                 | 2021–22           | Série A             | 8                   | 0                   | 2                | 0                | 0                           | 0                           | —                  | —                  | 10       | 0     |
| Milan                 | 2022–23           | Série A             | 12                  | 0                   | 1                | 0                | 4                           | 1                           | —                  | —                  | 17       | 1     |
| Milan                 | Total             | Total               | 37                  | 0                   | 4                | 0                | 10                          | 1                           | —                  | —                  | 51       | 1     |
| Lucchese (empréstimo) | 2018–19           | Série C             | 29                  | 1                   | 0                | 0                | —                           | —                           | 1                  | 0                  | 30       | 1     |
| Total na carreira     | Total na carreira | Total na carreira   | 66                  | 1                   | 4                | 0                | 10                          | 1                           | 1                  | 0                  | 81       | 2     |

- a. ^ Jogos da Liga Europa
- b. ^ Jogos da Liga dos Campeões da UEFA
- c. ^ Jogos dos play-offs da Série C

## Títulos
Milan
- Campeonato Italiano: 2021–22[10]
- Supercopa da Itália: 2024